# Codonanthe gracilis
Codonanthe gracilis là một loài thực vật có hoa trong họ Tai voi. Loài này được (Mart.) Hanst. mô tả khoa học đầu tiên năm 1854.

## Hình ảnh

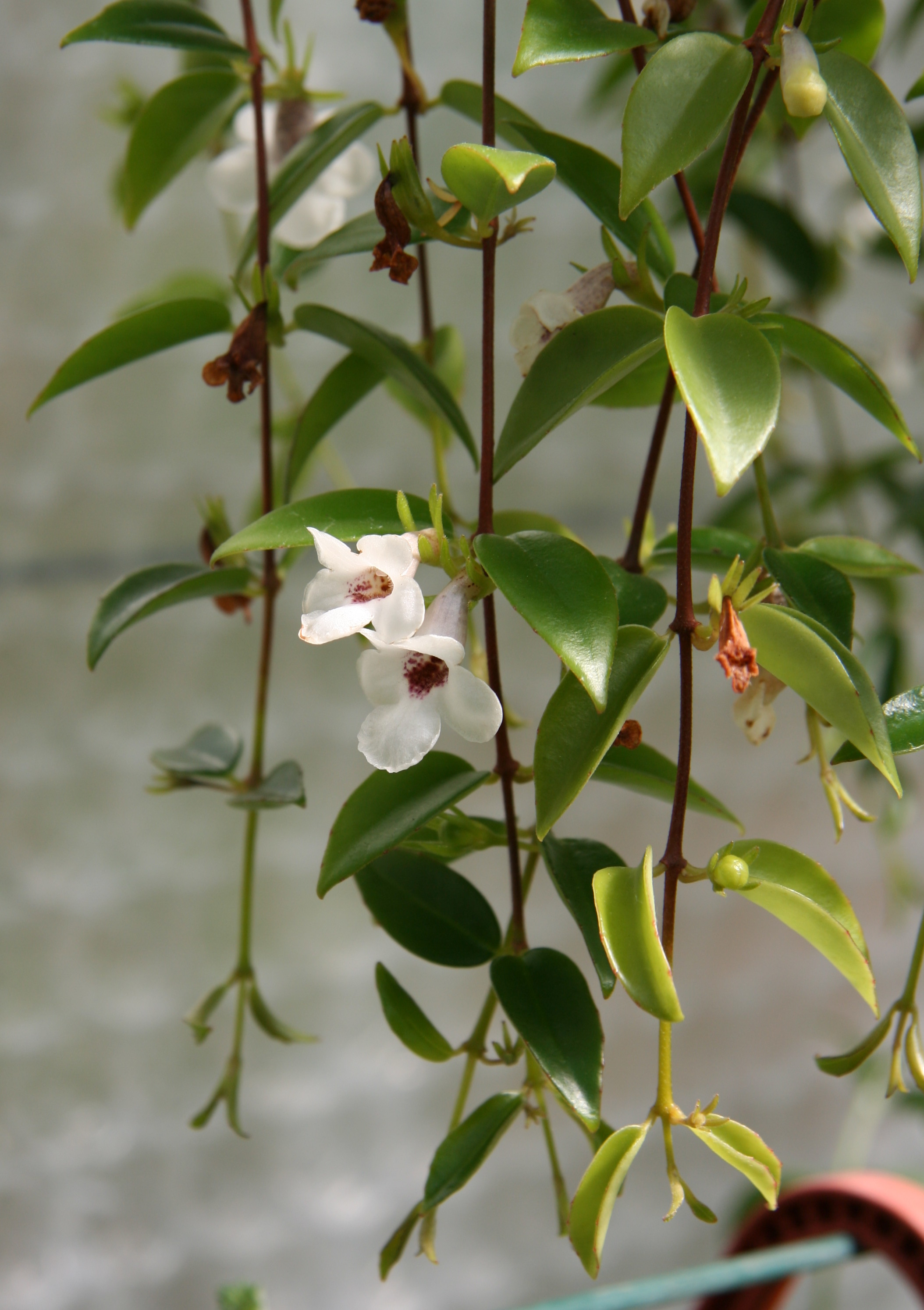